# 青川ナガレ
青川 ナガレ（あおかわ ながれ）は、日本の女性声優。アダルトゲームに声をあてている。たまに「青山ナガレ」と書かれていることがあるが、誤記である。

## 出演
太字は主役・メインキャラクター。

### アダルトゲーム

#### 2005年
- 家族交感（東条 葉月）
- 牝奴隷 〜犯された放課後〜（森野 みなと）
- 姦狩 〜凌辱報告書〜（米倉 美鈴）
- 凌姫II〜妖しく蠢く淫謀の円舞曲〜（キョウ）

#### 2006年
- メイドさんと大きな剣（行葉 棗）
- ピアノ 〜紅楼館の隷嬢達〜（林黛玉）
- 逸脱愛 〜オレニヤラセロ〜（芦屋 麻亜子）
- ふぃぎゅ@メイト（炎道イフリナ、アナザー）
- ダンジョンクルセイダーズ（エリカ・ルーレブルク・シーオン）
- 痴態姦賞〜放課後のチャイムはショーの始まり〜（森井 清花）
- “中出し”以外は校則違反!! 〜女子校祭・乗っ取り計画〜(入間 硝子)
- スレイブ or ラバーズ ～幼馴染隷属日記～  (沢宮　恵美)

#### 2007年
- 姫騎士アンジェリカ 〜あなたって、本当に最低の屑だわ!〜（フローラ）
- 風輪奸山「この身幾たび汚されようとも……」（愛姫）
- あなたの知らない看護婦 〜性的病棟24時〜（小川 菜々）
- 先生を調教しよう!（如月 圭子）[1]
- 炎の孕ませ同級生（水戸部 奈月、遠山 明日香）
- 汁だく接待 〜汁だらけの街〜（如月 朋）
- ふぃぎゅ@謝肉祭（炎道 イフリナ）
- 赤いCanvasシリーズ なでしこ 〜朱色のらせん〜 （麦穂 奏）
- 牝教師2∼淫従の螺旋∼（姫森 ひなた）
- 綾瀬家のオンナ〜淫華の血脈〜（綾瀬 美月）
- 剣乙女ノア（オルフィリア・ガブリエーレ）
- 背徳の学園2 -闇を継ぐ者-（椎名 まゆ）
- 魔将の贄2（ユミリア・アンバルド）
- からふる☆エデュケーション（高島 緑咲） ※同人ソフト
- プリンセスナイト☆カチュア〜堕ちた竜騎姫〜（ニーナ）[2]

#### 2008年
- 魔界天使ジブリール3（神野 ナギ）[3]
- 保健室の先生〜おねだり爆乳レッスン（三井 優子）
- 処女のシモベくん♪（翠川 優那）[4]
- 彼女×彼女×彼女 〜三姉妹とのドキドキ共同生活〜（白檀 翠）
- 夏神（高里 七瀬）
- 催眠凌辱学園（二葉 優奈）
- 民族淫嬢（ファティマ・アティキ）
- 音速飛翔ソニックメルセデス 〜双子ヒロイン調教指令!〜（白峰 ジゼル（ソニックジゼル））
- ××な彼女のつくりかた ハプニング（エディットヒロイン）
- 双子隷嬢（大宮司 梨恵）
- 淫夢学園「だめ…こんなになっちゃうのは夢の中だけなの…!」（天道寺 まゆり）
- 奴隷将校クラリス 〜白濁のグローリエ〜（ソニア・スヴェトラーナ）
- イヌミミバーサク（尖堂 近衛）
- 超外道勇者（シズナ アシヤ）
- 隷嬢学園2 〜嗜虐の花園〜（御崎 優奈）
- はなマルッ!2（萩尾 苺）[5]
- 凛辱の城 傀儡の王（テレシア・フォン・ローゼンバーグ）
- クラス全員オレの嫁（花月 美羽、諏訪 美咲、氷室 鈴華）
- ニセ教師（水無瀬 萌、水無瀬 凪）
- どっぷり中出し学園戦争（桃井琴音）
- LILITH-IZM02 〜中出し/孕ませ編〜（翠川 優那）[6]

#### 2011年
- 戦国天使ジブリール（神野 ナギ/ジブリール ゼロ）[7]
- 炎の孕ませ俺の嫁おっぱい乳双+（遠山 明日香）[8]
- クロスオーバー こどものひみつ×放課後ニャンニャン倶楽部（春日 ヒカル）[9]

#### 2012年
- 炎の孕ませおっぱい乳同級生（遠山 明日香）[10]

### アダルトOVA
- 姫騎士アンジェリカ THE ANIMATION（2008年、フローラ・ファンファーニ[11]）
- 炎の孕ませ同級生（2008年、水戸部奈月[12]）

### ドラマCD
- ○学○年生ナイン！ G-typeドラマCD（永禮流麗）
- ○学○年生キャッスル！  G-typeドラマCD（ショーメ）
- ○学○年生ナイショ！ G-typeドラマCD（大河内晶芽）